# Albin (Wyoming)
Pour les articles homonymes, voir Albin.
Albin est une municipalité américaine située dans le comté de Laramie au Wyoming.
Lors du recensement de 2010, sa population est de 181 habitants. La municipalité s'étend sur 0,15 mille carré (0,39 km2).